# 奧利諾科盆地
奧利諾科盆地（西班牙語：cuenca del Orinoco）是南美洲北端、由東側圭亞那高地與西側山脈包圍的盆地地形。奧利諾科盆地涵蓋哥倫比亞東部及委內瑞拉大部分，其上有奧利諾科河流經。